# Kamikaze Girls
Kamikaze Girls (下妻物語, Shimotsuma monogatari) est un roman adapté en un manga et un film japonais.

## Synopsis
Momoko est une fille qui s'habille dans le style Sweet Lolita, inspirée par le rococo et Versailles. Elle doit s'exiler avec son père, un voyou minable, dans le Japon profond ; par la suite, elle y fait la rencontre de celle qui deviendra son inséparable amie, Ichigo (seule Momoko l'appelle ainsi, car Ichigo - qui veut dire fraise en japonais - fait trop "fille sage" au goût d'Ichigo : elle le change donc en Ichiko, qui veut dire sorcière), membre des Ponytails, un gang de filles en scooters dirigée par Akimi.

## Film

### Fiche technique
- Titre original : 下妻物語 (Shimotsuma monogatari?)
- Réalisation : Tetsuya Nakashima
- Scénario : Tetsuya Nakashima, d'après l'œuvre de Novala Takemoto
- Production : Takashi Hirano
- Musique : Yōko Kanno
- Genre : comédie
- Durée : 102 minutes
- Sortie : 2004
- Format : Couleurs - 35 mm - Dolby SR

### Distribution
- Kyōko Fukada : Momoko Ryugasaki
- Anna Tsuchiya : Ichigo Shirayuri
- Hiroyuki Miyasako : le père de Momoko
- Sadao Abe : Unicorn Ryuji
- Eiko Koike : Akimi
- Shin Yazawa : Miko
- Hirotarō Honda : le chef des Yakuzas
- Kirin Kiki : la grand-mère de Momoko
- Yoshiyoshi Arakawa : l'épicier
- Katsuhisa Namase : Pachinko
- Ryōko Shinohara : la mère de Momoko
- Yoshinori Okada : le propriétaire du magasin de vêtements 'Baby, The Stars Shine Bright' (Isobee)